# Озберк, Бурджу
Бурджу́ Озбе́рк (тур. Burcu Özberk; род. 11 декабря 1989, Эскишехир) — турецкая актриса

 театра, кино и телевидения.

## Ранние годы
Бурджу Озберк родилась 11 декабря 1989 года в Эскишехире (Турция) в семье Дилек Йылдызлар. У неё есть старшая сестра — Бюшра Озберк. Вместе с сестрой, она в детстве занималась музыкой и научилась играть на скрипке, но в итоге сделала выбор в пользу актёрства. Озберк окончила театральный факультет Анкарской государственной консерватории Университета Хаджеттепе.

## Карьера
Озберк дебютировала на телевидении с ролью Хуриджихан-султан в телесериале «Великолепный век», в котором она снималась с 2013 по 2014 год. Её первой известной ролью стала Назлы Йылмаз в телесериале «Дочери Гюнеш» (2015—2016). Она принимала участие в спектаклях «Перо маркиза де Сада» и «Сказка Войцека» на Практической сцене Эрдала Бешикчиоглу. С 2017 по 2018 год играла в телесериале «Семья Аслан». В 2018 году Озберк сыграла роль Тюркан в фильме «Непокорный Каратай». С 2019 по 2020 год она играла роль Айше Озкаялы в телесериале «Любовь напоказ» и получила премию «Золотая бабочка» в категории «Лучшая женская роль в романтической комедии» за эту работу. В 2020 году сыграла роль Айшегюль Эсен в телесериале «Детство». С 2021 по 2022 год Озберк играла главную роль Эсры Эртен в телесериале «Любовь. Разум. Месть».
В 2022 году Озберк приняла участие в первом сезоне турецкого музыкального шоу «Маска», в котором дошла до финального выпуска, но не вошла в тройку лидеров.

## Театральные постановки
- «Безумие любви» / Aşk Aptalı (по пьесе Сэма Шепарда, Практическая сцена Государственной консерватории)
- «Перо маркиза де Сада» / Marquis de Sade Quills (по пьесе Дуга Райта, Практическая сцена Государственной консерватории)
- «Сказка Войцека» / Woyzeck Masalı (рок-мюзикл Георга Бюхнера, Практическая сцена Государственной консерватории)
- «Мещане» / Küçük Burjuvalar (по пьесе Максима Горького)
- «Айяр Хамза» / Ayyar Hamza (по пьесе Али Бея)
- «Сестра Макбет» / Macbeth Abla
- «Кабаре „Птичий глаз“» / Kuş Bakışı Kabare
- «Красная Шапочка» / Kırmızı Başlıklı Kız
- «Попутчики» / Yol Arkadaşlar

## Фильмография
| Год       |   | Русское название          | Оригинальное название  | Роль                     |
| --------- | - | ------------------------- | ---------------------- | ------------------------ |
| 2013—2014 | с | Великолепный век          | Muhteşem Yüzyıl        | Хуриджихан-султан        |
| 2015—2016 | с | Дочери Гюнеш              | Güneşin Kızları        | Назлы Йылмаз             |
| 2016      | с | Потрясающий жених         | Şahane Damat           | Мелике Саглам            |
| 2017      | с | Миндальные конфеты        | Badem Şekeri           | Айше Сарылар             |
| 2017      | с | Семья Аслан               | Aslan Ailem            | Бурджу Олгун / Аслан     |
| 2018      | ф | Непокорный Каратай        | Direniş Karatay        | Тюркан                   |
| 2019      | с | Любовь напоказ            | Afili Aşk              | Айше Озкаялы / Йигитер   |
| 2019      | с | Очень красивые движения 2 | Çok Güzel Hareketler 2 | Айше Йигитер             |
| 2020      | с | Детство                   | Çocukluk               | Айшегюль Эсен / Полианна |
| 2021—2022 | с | Любовь. Разум. Месть      | Aşk Mantık İntikam     | Эсра Эртен / Корфалы     |
| 2023      | ф | Увидишь во сне            | Rüyanda Görürsün       | Пелин                    |
| 2023      | с | Королева                  | Kraliçe                | Дениз Генджер Акча       |
| 2023      | с | Душа не слышит            | Ruhun Duymaz           | Эдже Четинель            |

### Реклама
- 2015 — «Кока-кола»
- 2015-2016 — «Mirinda»
- 2020-2022 — «Arko»

### Видеоклипы
- 2018 — Eypio — «Bura Anadolu»

## Награды и номинации
| Год  | Премия                                                                 | Категория                                       | Работа                 | Результат |
| ---- | ---------------------------------------------------------------------- | ----------------------------------------------- | ---------------------- | --------- |
| 2015 | Молодёжная премия Турции                                               | Лучшая женская роль второго плана               |                        | Номинация |
| 2016 | Премия телевизионных звёзд газеты Ayaklı                               | Лучшая актриса молодёжного сериала              |                        | Номинация |
| 2019 | Молодёжная премия Турции                                               | Лучшая женская роль в кино                      |                        | Победа    |
| 2019 | 24-я премия «Золотой объектив»                                         | Лучшая женская роль в романтической комедии     | «Любовь напоказ»       | Победа    |
| 2019 | 1-я премия «За осведомленность о счастье и социальную ответственность» | Лучшая женская роль                             | «Любовь напоказ»       | Победа    |
| 2019 | 46-я премия «Золотая бабочка»                                          | Лучшая женская роль в романтической комедии     | «Любовь напоказ»       | Победа    |
| 2019 | 46-я премия «Золотая бабочка»                                          | Лучшая пара в сериале (с Чагларом Эртугрулом)   | «Любовь напоказ»       | Номинация |
| 2020 | Премия телевизионных звёзд газеты Ayaklı                               | Лучшая женская роль в романтической комедии     | «Любовь напоказ»       | Победа    |
| 2021 | 25-я премия «Золотой объектив»                                         | Актриса года в романтическом комедийном сериале | «Любовь. Разум. Месть» | Победа    |
| 2021 | 47-я премия «Золотая бабочка»                                          | Лучшая женская роль в романтической комедии     | «Любовь. Разум. Месть» | Номинация |
| 2021 | 47-я премия «Золотая бабочка»                                          | Лучшая пара в сериале (с Ильханом Шеном)        | «Любовь. Разум. Месть» | Номинация |